# Dan Rooney
Daniel Milton Rooney, detto Dan (Pittsburgh, 20 luglio 1932 – Pittsburgh, 13 aprile 2017), è stato un diplomatico e dirigente sportivo statunitense.
Ambasciatore statunitense in Irlanda dal 2009 al 2012, era il proprietario dei Pittsburgh Steelers della National Football League, fondati da suo padre Art Rooney. È stato inserito nella Pro Football Hall of Fame nel 2000.

## Biografia
Rooney è nato a Pittsburgh, Pennsylvania, figlio di Kathleen (nata McNulty) e del proprietario dei Pittsburgh Steelers Art Rooney. Nell'organizzazione della squadra, Rooney fu coinvolto in ogni aspetto sin dalla giovane età, spesso accompagnando suo padre al Pitt Stadium e al Forbes Field. Suoi mentori furono Fran Fogerty, Joe Carr ed Ed Kiely, che lo consigliarono nella gestione del football. Per il 1969, Rooney gestiva le operazioni quotidiane della squadra e scelse personalmente l'allenatore Chuck Noll. Fu nominato presidente nel 1975 e gli venne assegnato formalmente il completo controllo della società da suo padre che ne rimase il presidente emerito, oltre che il volto della franchigia, fino alla sua morte nel 1988. Durante la sua gestione, implementò una filosofia improntata sulla praticità e sull'efficienza. Come risultato, a partire dal 1972, gli Steelers hanno vinto 15 titoli di division, 8 dell'American Football Conference e un record NFL di 6 Super Bowl. Nel 2003, Rooney seguì le orme del padre, cedendo gradualmente le operazioni quotidiane alla successiva generazione della famiglia. Anche se rimane il proprietario e per molti tifosi il volto pubblico della squadra, suo figlio Art Rooney II ha ora il pieno controllo delle operazioni degli Steelers.
Mentre Rooney ha sempre tentato di evitare le luci della ribaltà, è stato molto attivo dietro le quinte del mondo del football professionistico. Ha guidato le trattative che hanno portato all'accordo contrattuale del 1982 ed è ampiamente accreditato, sia da proprietari che giocatori, per avere contribuito a termine lo sciopero di metà stagione di quell'anno. È stato uno dei principali fautori del salary cap, adottato per la prima volta nel 1993 e l'ispiratore della Rooney Rule, una regola per cui le franchigie della lega sono tenute a contattare candidati provenienti dalla minoranze per i posti di capo-allenatore e dirigenziali.